# يان آخينباخ
يان آخينباخ (بالهولندية: Jan D. Achenbach) (و. 1935 – م) هو مهندس، ورياضياتي، وأستاذ جامعي من الولايات المتحدة الأمريكية. ولد في ليوواردن. كان عضواً في كل من: الأكاديمية الوطنية للعلوم، والأكاديمية الوطنية للهندسة، والأكاديمية الأمريكية للفنون والعلوم، والأكاديمية الملكية الهولندية للفنون والعلوم .

## مسيرته
تعلم في جامعة ستانفورد، وجامعة دلفت للتكنولوجيا، وجامعة نورث وسترن، كما أدار جامعة نورث وسترن (إلينوي).
حصل على جوائز منها:
- قلادة العلوم الوطنية الأمريكية في مجال التكنولوجيا والإبتكار (2003)
- ميدالية تيموشينكو (1992)
- ميدالية الجمعية الأمريكية للمهندسين الميكانيكيين
- قلادة العلوم الوطنية الأمريكية.